# Горичев, Сергей Тимофеевич
Сергей Тимофеевич Горичев (23 июля 1960 — 1996, Челябинск) — советский дзюдоист, чемпион и призёр чемпионатов СССР, призёр командного чемпионата Европы, победитель и призёр международных турниров, мастер спорта СССР международного класса (1986).

## Биография
Был подопечным Юрия Попова и Хариса Юсупова, в детстве занимался гимнастикой в спортивной школе Челябинского тракторного завода, затем по уговорам старшего брата Виктора, мастера спорта по самбо, перешёл в секцию борьбы «Динамо». Серебряный призёр командного чемпионата Европы в Париже (в финальном матче со сборной Франции (1:4) проиграл свою схватку Ришару Мелилло). Учился в Челябинском институте физической культуры, работал на кафедре теории и методики борьбы Уральского государственного университета физической культуры, занимался коммерческой деятельностью. Убит в 1996 году в гаражном кооперативе Челябинска, пережив два покушения. Похоронен на Градском кладбище.

## Спортивные результаты
- Первенство СССР по дзюдо среди молодёжи 1981 года — ;
- Спартакиада народов РСФСР 1983 года — ;
- Чемпионат СССР по дзюдо 1984 года — ;
- Чемпионат СССР по дзюдо 1985 года — ;
- Чемпионат СССР по дзюдо 1986 года — ;
- Чемпионат СССР по дзюдо 1988 года — ;